# Villabrázaro
Villabrázaro es un municipio y lugar español de la provincia de Zamora, en la comunidad autónoma de Castilla y León.
Se encuentra en la Vía de la Plata, histórico camino romano y medieval. En la actualidad está en un cruce de autovías.
Tuvo un pasado agrícola que ha pasado a ser más industrial. Hay abundantes pastos, fundamentalmente de maíz y cereales de secano, así como encinas.
En su término municipal presenta otro núcleo urbano conocido como San Román del Valle, en el que destaca el convento de Nuestra Señora del Valle, construcción gótica iniciada en el siglo XV del que se conserva una notable fachada barroca y en la que se hallaba originalmente el artesonado que actualmente decora la Torre del Caracol del Parador de Benavente.

## Toponimia
Parece tratarse de una kunya (tipología de nombre personal islámico) con partícula de filiación paterna: abu-, ab-, 'padre'. Así pues, se trataría del sobrenombre Ab(u) Lázaro, donde Lazarus es la forma latina del nombre personal bíblico Elazar 'Dios ayudó'. Este último nombre es de antiguo arraigo en la península. La combinación de un término de filiación islámico con un nombre hebreo o cristiano no es inhabitual en contexto mozárabe.
El gentilicio de los naturales de esta localidad es villabrazarino.

## Geografía
Integrado en la comarca de Benavente y Los Valles, se sitúa a 81 kilómetros de la capital zamorana. Su término municipal está atravesado por la autovía del Noroeste entre los pK 268 y 272, así como por las autovías A-52 que se dirige hacia Orense y la A-66 que se dirige a León.
El relieve está muy influido por el valle del río Órbigo que discurre de norte a sur por el oeste del municipio, donde recibe la desembocadura del río Eria. El resto del territorio es bastante llano, aunque con algunas elevaciones entre los arroyos que recorren el municipio. El pueblo se alza a 733 metros sobre el nivel del mar, llegándose en algunos puntos del territorio a los 775 metros.
| Noroeste: Morales del Rey y La Torre del Valle | Norte: La Torre del Valle | Noreste: Matilla de Arzón                        |
| Oeste: Morales del Rey                         |                           | Este: San Cristóbal de Entreviñas                |
| Suroeste: Manganeses de la Polvorosa           | Sur: Benavente            | Sureste: San Cristóbal de Entreviñas y Benavente |

### Hidrografía

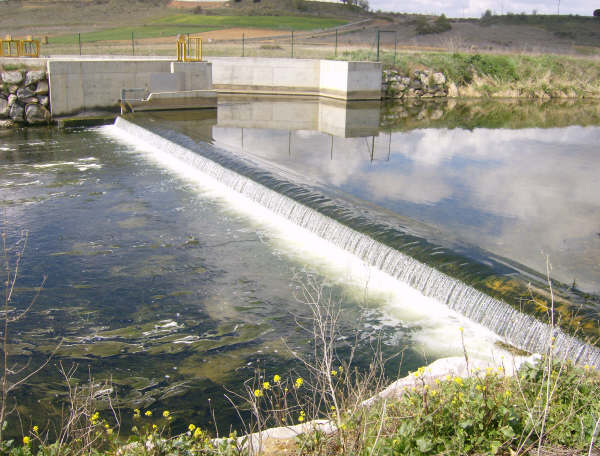
Presa en el arroyo Ahogaborricos en San Román del Valle, Villabrázaro

- Río Órbigo. Recorre las provincias de León y Zamora, nace de la unión del río Luna, procedente de la sierra de los Grajos y el río Omaña, procedente de los montes de León, en el municipio de Llamas de la Ribera. Discurre de norte a sur por la provincia de León y cede sus aguas al río Esla en Bretocino. Tiene una longitud de 162 km y drena una cuenca de 4995 km².
- Arroyo Ahogaborricos. El arroyo nace en el norte de la provincia de León a partir de dos arroyos, el Grande y el Valcabado, que se unen, no lejos de San Adrián del Valle, y forman el Reguero o Ahogaborricos.

## Historia

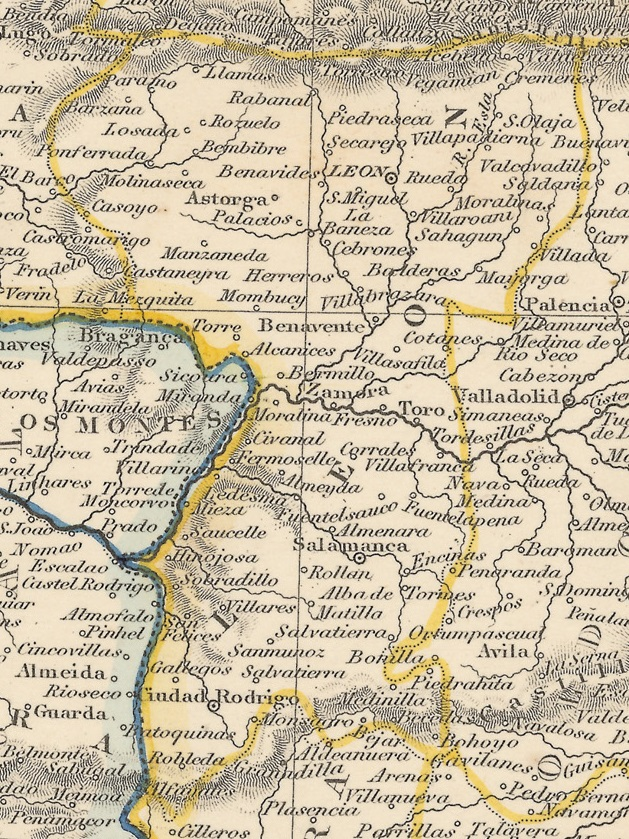
Detalle del mapa Spain and Portugal, realizado en 1850 por J. Dower, en el que se puede observar Villabrázaro

Durante la Edad Media Villabrázaro quedó integrado en el Reino de León, cuyos monarcas habrían repoblado la localidad, datando del año 970 los primeros documentos que hacen referencia al Santuario (posterior Convento de Nuestra Señora del Valle), ubicado en la pedanía de San Román del Valle.
Durante la Edad Moderna, Villabrázaro fue una de las poblaciones que formó parte de la provincia de las Tierras del Conde de Benavente, encuadrándose dentro de esta en la Merindad de La Polvorosa y la receptoría de Benavente.
No obstante, al reestructurarse las provincias y crearse las actuales en 1833, Villabrázaro pasó a formar parte de la provincia de Zamora, dentro de la Región Leonesa, quedando integrado en 1834 en el partido judicial de Benavente.

## Geografía humana

### Organización territorial
Núcleos de población (año 2012 según el INE):
- Villabrázaro (213 hab.)
- San Román del Valle (70 hab.)
- Diseminado (1 hab.)

### Demografía
Cuenta con una población de 263 habitantes (INE 2024).
| Gráfica de evolución demográfica de Villabrázaro entre 1842 y 2021 |
| |
| Población de derecho según los censos de población del INE Población de hecho según los censos de población del INE.Entre el censo de 1981 y el anterior, crece el término del municipio porque incorpora a 49196 (San Román del Valle) |

### Comunicaciones

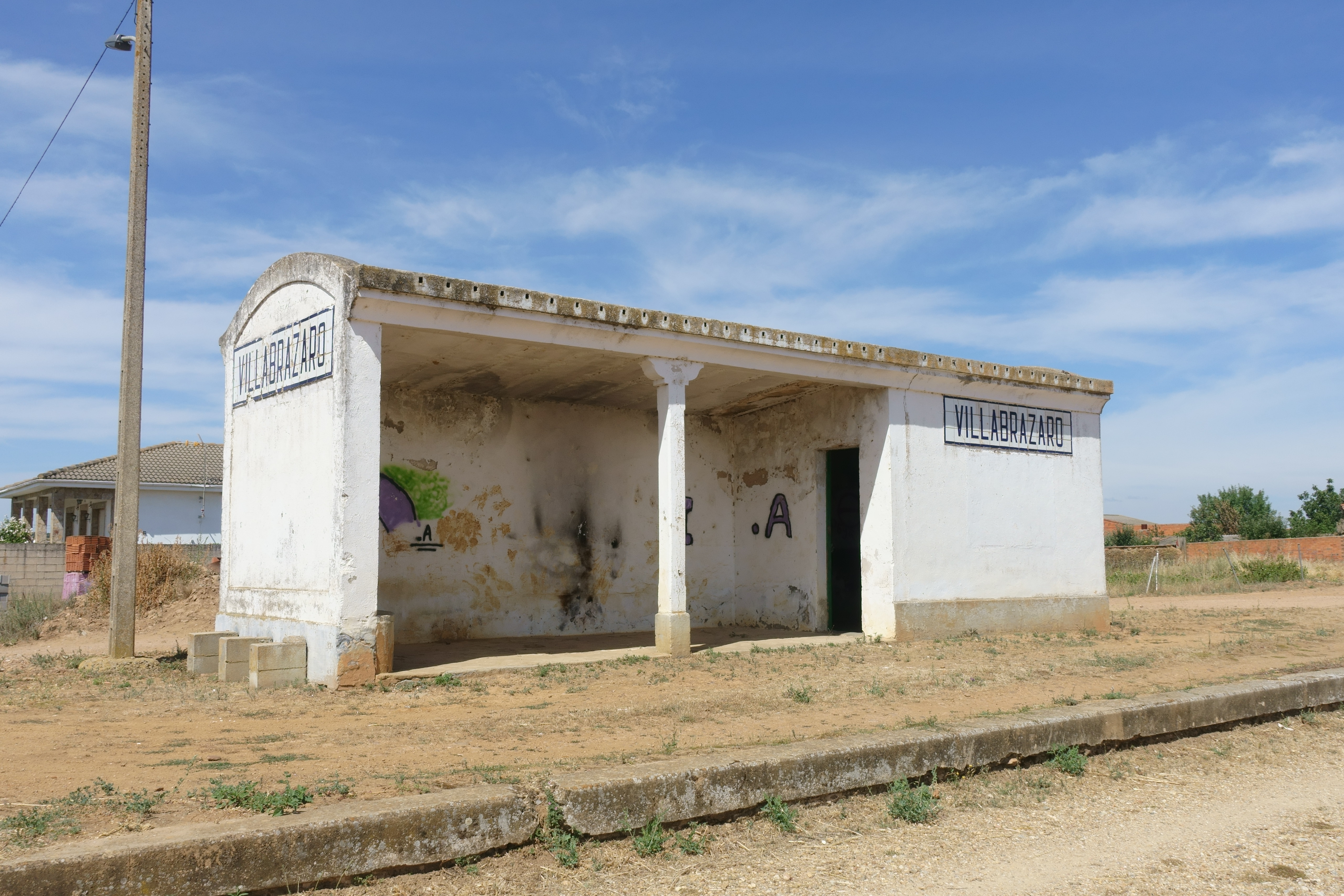
Antiguo apeadero de la línea Plasencia-Astorga

Las carreteras que pasan por la localidad son:
- A-66  Autovía Ruta de la Plata: Gijón - Oviedo - Mieres - Puerto de Pajares - León - Benavente - Zamora - Salamanca - Béjar - Plasencia - Cáceres - Mérida - Sevilla.
- A-6  Autovía del Noroeste. Una de las autovías radiales del Estado y de las más transitadas, que comunica las ciudades de Madrid y La Coruña.
- N-6  Antigua carretera de La Coruña, es una carretera radial que unía Madrid con La Coruña, y que en el entorno de Villabrázaro une Benavente con Pobladura del Valle discurriendo paralela a la nueva autovía del Noroeste.
- A-52  Autovía de las Rías Bajas. Parte desde Villabrázaro hasta la ciudad de Vigo, pasando por Sanabria y ciudades como Verín y Orense.

### Economía
- Sector Primario.
- Sector Secundario. En Villabrázaro se encuentra el polígono industrial La Marina (polígono industrial de Villabrázaro-San Román del Valle).
- Sector Terciario. Hostelería, hotel, panadería, farmacia, estación de servicio y gasolinera.

## Administración y política
| Periodo   | Nombre                                                                 | Partido                       |
| --------- | ---------------------------------------------------------------------- | ----------------------------- |
| 1995-1999 | Andrés Aparicio                                                        |                               |
| 1999-2003 | Dorsei Millán García Aparicio                                          |                               |
| 2003-2007 | Francisco mayo Aparicio (2003-05) Bernardo Ramírez Esteban (2005-2007) | UPZ (2003-05) PREPAL(2005-07) |
| 2007-2011 | José Feliciano Porras Fernández                                        | PP                            |
| 2011-2015 | José Feliciano Porras Fernández                                        | PP                            |
| 2015-2019 | Dorsey Millán García Aparicio                                          | PP                            |

### Elecciones municipales
| Resultado elecciones municipales del 26 de mayo de 2019 en Villabrázaro |            |       |            |
| Partido político                                                        | Concejales | Votos | Porcentaje |
| Partido Popular (PP)                                                    | 4          | 107   | 46.62 %    |
| Unión del Pueblo Leonés (UPL)                                           | 1          | 57    | 24.89 %    |
| Ciudadanos (Cs)                                                         | 0          | 35    | 15.28 %    |
| Partido Socialista Obrero Español (PSOE)                                | 0          | 19    | 8.30 %     |

## Cultura

### Patrimonio
Convento de Nuestra Señora del Valle
A unos 150 metros hacia el sur de San Román del Valle se halla el Santuario de Nuestra Señora, a su vez también denominado del Valle. Esta casa religiosa fue protegida por reyes y señores feudales. En tiempos pasados fue destino de populosas romerías y meta de peregrinaciones.
Las primeras noticias que se tienen del Santuario datan del 20 de junio de 970, según consta en un documento firmado por el obispo de Astorga de entonces. En él se notificaba que hacía una donación de tierras al santuario. Más tarde  se le arrimó un Convento de Terciarios Franciscanos. Este edificio es gótico de los siglos XIV-XV. Está construido en piedra y la pared este en tierra fuertemente prensada, aunque debido a la humedad algún tramo fue reformado utilizando el ladrillo. Posteriormente se le adosó una portada barroca del siglo XVIII. Se cree que en este convento estuvo enterrado Fray Antonio de Tablada, uno de los mayores enemigos políticos del Cardenal Cisneros. En 1820 el conde Toreno suprime las órdenes monacales en España y catorce años después se produce la desamortización de Mendizábal. Esto pone punto final a la presencia de frailes en el Convento.
La última misa que se ofició en el Convento tuvo lugar el 27 de agosto de 1961. Poco después, el hermoso artesonado morisco que había en su interior fue vendido y actualmente decora la Torre del Caracol del Parador de Benavente.

### Fiestas
- Bendito Cristo (31 de mayo).
- La Magdalena, fiesta que se ha trasladado a agosto definitivamente.[9]
- Fiesta del Convento (San Román del Valle, segundo domingo de mayo).
- Patrón de San Román del Valle (18 de noviembre).